# Avfallsskatt
Avfallsskatt är en punktskatt som betalas för avfall som deponeras. För närvarande (2018) är skatten i Sverige 500 kronor per ton. I Finland 30 euro per ton, eller motsvarande beräknat genom volym och en omräkningsfaktor (när avfallet inte kan vägas).
Syftet är att minska mängden avfall. Vissa typer av avfall är skattefria, när det inte finns några alternativ till deponering som är godtagbara och när det samtidigt är svårt att minska mängden avfall genom att ändra tillverkningsprocesser etc. Varken i Finland eller i Sverige utgår till exempel skatt på uppläggning av förorenade jordmassor.